# Eva Fraňková
Eva Fraňková (* 6. března 1982, Písek) je ekologická ekonomka, dlouhodobě se zabývá výzkumem alternativních ekonomických praktik, eko-sociálního podnikání, obecněji tématem místní produkce a spotřeby a konceptem udržitelného nerůstu.

## Akademické působení
Eva Fraňková vystudovala biologii na Jihočeské univerzitě v Českých Budějovicích, později navázala studiem na Katedře environmentálních studií Fakulty sociálních studií Masarykovy univerzity v Brně. V současnosti[kdy?] působí jako odborná asistentka na této katedře. Společně se svou pedagožkou a mentorkou, bioložkou a ekonomkou Naďou Johanisovou realizovala v minulosti několik výzkumných projektů, např. projekt Formy a hodnoty alternativních ekonomických praktik v České republice.

## Sociální iniciativy
Odborně i v praxi se věnuje konceptu nerůstu, je součástí českého nerůstového hnutí. O nerůstových tématech publikuje akademické i popularizační články, například v Czech Journal of International Relations nebo v A2larmu, a je zvána do pořadů, jako DVTV, Stream a dalších. Věnuje se také souvisejícím tématům ekonomické lokalizace, sociálního podnikání, udržitelného rozvoje, komunitních zahrad nebo lokální měny. Jako lektorka a mentorka spolupracuje také se spolkem NaZemi.

## Publikace (výběr)
- FRAŇKOVÁ, Eva. Nerůstový byznys? Proč a jak by se oxymorón měl proměnit v samozřejmost. In Čas : dorůst. O dobrém životě dostupném pro všechny v rámci planetárních limitů. Brno: Rosa-Luxemburg-Stiftung, 2022, s. 98-107. ISBN 978-80-908484-5-0.
- KALLIS, Giorgos. Na obranu nerůstu. Fraňková, Eva a Fialová, Věra (Překladatelé). Praha: Neklid, 2022, 439 s. ISBN 978-80-908247-8-2.
- JOHANISOVÁ, Naděžda, Lucie SOVOVÁ a Eva FRAŇKOVÁ. Eco-social enterprises: ethical business in a post-socialist context. In J.K. Gibson-Graham, Kelly Dombroski, eds. The Handbook of Diverse Economies. Cheltenham: Edward Elgar Publishing, 2020, s. 65-73. ISBN 978-1-78811-995-5.
- JOHANISOVÁ, Naděžda a Eva FRAŇKOVÁ. Jak scelit pukající svět : Energie, příroda, kapitalismus a "jiné" ekonomiky. In Pavel Barša, Martin Dokupil Škabraha. Za hranice kapitalismu. 1. vyd. Praha: Rybka Publishers, 2020, s. 175-196. ISBN 978-80-87950-74-6.
- FRAŇKOVÁ, Eva. Lokální ekonomiky v souvislostech aneb Produkce a spotřeba z blízka. 1. vyd. Brno: Masarykova Univerzita, 2015, 218 s. ISBN 978-80-210-7740-9